# John Theodore Houghton
Sir John Theodore Houghton, FRS, valižanski fizik, * 30. december 1931, † 15. april 2020.
Houghton je leta 2007 skupaj z Alom Goreom kot član Medvladnega foruma za podnebne spremembe Nobelovo nagrado za mir. Umrl je 15. aprila 2020 zaradi novega koronavirusa.